# Indo-Islamitische architectuur

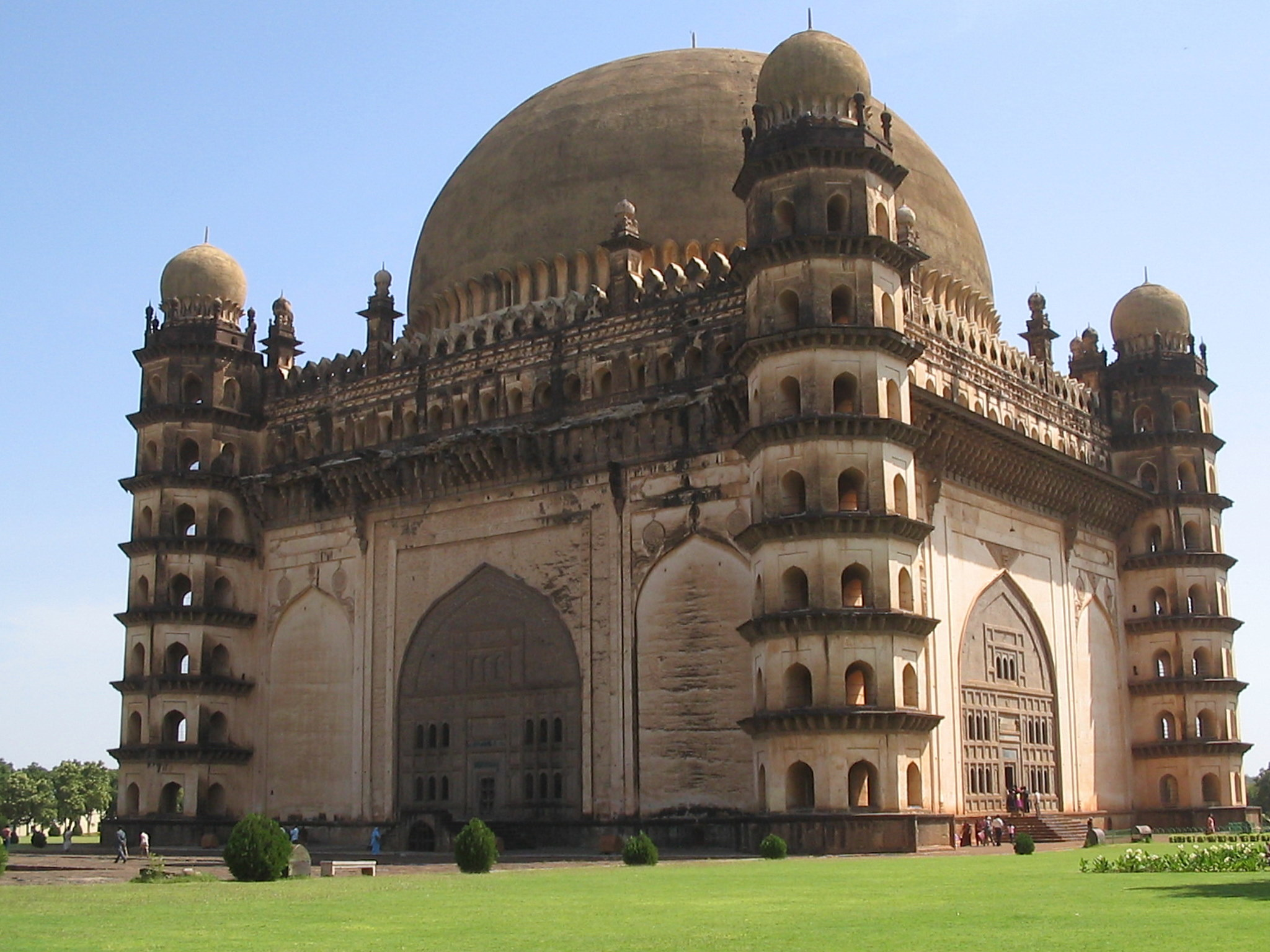
De Gol Gumbaz in de Indiase stad Bijapur is een voorbeeld van Indo-Islamitische archictuur

Indo-Islamitische architectuur (ook wel Indo-Perzische architectuur genoemd) is een type architectuur en techniek van het Indiase subcontinent.
Sommige delen van dit type architectuur zijn vergelijkbaar met architectuur uit West-Azië en Centraal-Azië. In de geschiedenis komt de Indo-islamitische architectuur voort uit de tijd dat islamitische rijken zich in India bevonden. Het begon toen Delhi in 1193 de hoofdstad werd van de Ghurid-dynastie. Veel verschillende dynastieën brachten verschillende overeenkomsten met de Perzische en Turkse architectuur met zich mee.